# 吉尔策姆
吉尔策姆是德国莱茵兰-普法尔茨州的一个市镇。总面积4.98平方公里，总人口414人，其中男性212人，女性202人（2011年12月31日），人口密度83人/平方公里。